# Peter Krukenberg
Peter David Krukenberg, född 14 februari 1787 i Königslutter am Elm, Niedersachsen, död 13 december 1865 i Halle an der Saale, var en tysk läkare.
Krukenberg blev 1810 medicine doktor på avhandlingen De cancro bulbi oculi humani, deltog i fälttåget 1813-14, dels som jägare, dels som läkare, och blev, utan att ha tagit examen, 1814 e.o. professor i Halle an der Saale, där han 1816 grundade en poliklinik, som fick stor betydelse för tysk medicin. År 1822 blev han ordinarie professor i patologi och terapi och direktör för det kliniska institutet, som han ledde intill 1856. 
Som lärjunge till Johann Christian Reil tillhörde han "eklektikerna", som satte den kliniska erfarenheten över allt annat, men denna understödde han med fysiologiska, kemiska, patologisk-anatomiska och mikroskopiska undersökningar. Han fann åtskillnaden mellan medicin och kirurgi märklig, och såg terapin som läkekonstens slutliga mål. Han utgav "Jahrbücher der ambulatorischen Klinik zu Halle" (1820-24). Han valdes 1840 till utländsk ledamot av Vetenskapsakademien i Stockholm.